# Halina Mickiewiczówna
W treści tego artykułu od 2009-12 występują prawdopodobnie wyrażenia zwodnicze, co nie jest zgodne z zasadami przyjętymi w Wikipedii.
Dokładniejsze informacje o tym, co należy poprawić, być może znajdują się w dyskusji tego artykułu.
 Po wyeliminowaniu niedoskonałości należy usunąć szablon {{Dopracować}} z tego artykułu.
Halina Mickiewiczówna de Larzac (ur. 7 listopada 1923 w Stołpcach, zm. 19 listopada 2001 w Gdańsku) – polska śpiewaczka operowa i operetkowa. Sopran koloraturowy. Była starszym wykładowcą na Akademii Muzycznej im. Stanisława Moniuszki w Gdańsku.

## Życiorys
Urodziła się w Stołpcach, a wychowała się w Warszawie. Jej dzieciństwo i młodość przypadły na okres okupowanej przez Niemców Warszawy, gdzie występowała w prywatnych mieszkaniach i małych kawiarniach, w których kelnerkami były aktorki dramatyczne owych czasów. We wspomnianych kawiarniach występowali polscy muzycy jak: Witold Lutosławski, Zygmunt Latoszewski, Andrzej Panufnik. Tam także odbył się debiut dziewiętnastoletniej wówczas Haliny Mickiewiczówny.
Mickiewiczówna potrafiła wyśpiewywać najtrudniejsze staccata, tryle, pasaże czy też girlandy ozdobników, co czyniła lekko, naturalnie i bez wysiłku. Miała doskonały słuch i muzykalność, które pozwoliły jej pogłębiać treści muzyczne utworów koloraturowych, pisanych przede wszystkim dla popisu technicznego. Została nazwana Słowikiem Warszawy. W czasie II WŚ pobierała naukę śpiewu solowego u Ady Sari w ramach tajnego nauczania w prywatnym mieszkaniu artystki. Ada Sari, w chwili wybuchu wojny przebywała w Warszawie, a od 1941 dawała konspiracyjnie lekcje. Mickiewiczówna przez trzy lata uczyła się u Ady Sari, u której znalazła schronienie w okupowanej podczas wojny Warszawie stając się jej nie tylko uczennica, ale i przyjaciółką. Po wojnie sytuacja polskich śpiewaków nie była łatwa. Żelazna kurtyna dzieliła od świata i nawet wielka kariera w Polsce nie dawała prawa występów na Zachodzie.
Halina Mickiewicz została uznana przez krytyków muzycznych w kraju za najdowcipniejszą, najbardziej urokliwą i precyzyjną Rozynę w Cyruliku Rossiniego, wspaniałą Konstancję w Uprowadzeniu z seraju Mozarta, brawurowo wykonywała walce Straussa, popisowe fragmenty operetek. Recenzent pisał w „Kurierze Warszawskim”: „Pani Halina Mickiewiczówna jest bezkonkurencyjna. Nie sądzę, aby była w tej chwili w Polsce inna śpiewaczka, która z taka swobodą i łatwością, a jednocześnie dokładnością i artyzmem odtwarzałaby rolę Konstancji”.
Stała się w Polsce legendą pięćdziesiątych i sześćdziesiątych lat XX wieku. W tamtym okresie śpiewaczka przeniosła się do Gdyni. Rozszerzyła swój repertuar o cykle pieśni romantycznych i współczesnych, nagrywała wiele dla radia, a ostatecznie zwróciła się ku pracy pedagogicznej. Na początku w Teatrze Muzycznym w Gdyni, w którym nie tylko została pedagogiem, ale również doradcą w dziedzinie obsady i doboru repertuaru. Następna była Średnia Szkoła Muzyczna. Później wykładała w Akademii Muzycznej w Gdańsku im. Stanisława Moniuszki. Jesienią 1997 Halina Mickiewicz obchodziła 55-lecie pracy artystycznej i 25-lecie pracy pedagogicznej, w trakcie której podpisała 29 dyplomów, z których 6 z wyróżnieniem. Operowych emerytur dosłużyło się wielu jej absolwentów w tym: Kazimierz Sergiel – bas Opery Bałtyckiej, tenor Ryszard Karczykowski, Jerzy Mahler – bas Opery Kameralnej w Warszawie. Najwybitniejsi obok nich to: Małgorzata Armanowska, Kira Boreczko, Jacek Labuda, Aleksandra Kucharska-Szefler, Wojciech Parchem oraz piosenkarka Irena Jarocka.
Wśród wychowanków Haliny Mickiewiczówny są laureaci konkursów krajowych i międzynarodowych. Jednym z nich jest Tomasz Krzysica, który zdobył w 2001 na VIII Międzynarodowym Konkursie Wokalnym Rosetum w Mediolanie pierwsze miejsce i stał się pierwszym i jedynym Polakiem zwycięzcą w historii tego konkursu.
W 1997 z okazji 55-lecia pracy artystyczno-pedagogicznej została wydana płyta pt. Halina Mickiewiczówna – Maestra Koloratury z nagraniami archiwalnymi z lat 1953–1962, dzięki pomocy Akademii Muzycznej im. Stanisława Moniuszki w Gdańsku, Wydziału Kultury i Sportu Urzędu Miejskiego w Gdyni, Wydziału Kultury, Nauki i Sportu Urzędu Wojewódzkiego w Gdańsku.
- Laureat Nagrody Miasta Gdańska w Dziedzinie Kultury (za 1989)[2].

### Choroba
Halina Mickiewiczówna przez wiele lat była częściowo niewidoma, chorowała na demencję siatkówki ocznej. Poza tym, chorowała na astmę. Pomimo ciężkiej astmy i poważnych problemów zdrowotnych Halina Mickiewicz zawsze żartowała ze swoich dolegliwości zdrowotnych.
Halina Mickiewiczówna do końca swojego życia co roku przygotowywała borówki, które miały niepowtarzalny smak; w kuchni maestry koloratury również znajdowała się kolekcja kubków do herbaty i kawy, które jej studenci przywozili z wyjazdów krajowych i zagranicznych, a których używali podczas lekcji lub wizyt w domu maestry.
W połowie listopada 2001 jej stan zdrowia nagle się pogorszył, została hospitalizowana w jednym ze szpitali w Trójmieście, gdzie zmarła dnia 19 listopada.